# جنینگز رندولف
جنینگز رندولف (به انگلیسی: Jennings Randolph) سناتور سابق عضو حزب دموکرات ایالات متحده آمریکا بود. وی در سال ۱۹۵۸ تا ۱۹۸۵ میلادی سناتور ایالت ویرجینیای غربی در سنای ایالات متحده آمریکا بود.
او در سال ۱۹۲۲ تحت تاثیر سخنرانی ناپلئون هیل در کالج قرار گرفت و در نامه‌ای که برای هیل فرستاد نوشته:  درآن سخنرانی شما در ذھن من نظریه ای را کاشتید که تحت تاثیر آن به کار امروزی ام که خدمت به مردم است سرگرم میباشم. این را ھم خوب میدانم که ھر پیشرفتی که از این به بعد داشته باشم متاثر از اصولی است که شما در سخنرانی خود به آن اشاره کردید.